# Huisorde van den Gouden Leeuw van Nassau
De Huisorde van den Gouden Leeuw van Nassau (Luxemburgs: Nassauischen Hausorden vom Goldenen Löwen. Frans: Ordre du Lion d'Or de la Maison de Nassau) is een gezamenlijke onderscheiding van het Nederlands Koninklijk Huis en het Groothertogdom Luxemburg en is gesticht als een huisorde van de beide takken van het Huis Nassau. In Luxemburg is het een staatsorde en de hoogste onderscheiding van het land, die bij officiële gelegenheden gedragen wordt. In Nederland is het een huisorde, die als achtste in de lijn van lijst met onderscheidingen staat. In Luxemburg is Groothertog Henri van Luxemburg Grootmeester van de orde en in Nederland is dat sinds de Troonswisseling in Nederland in 2013 Koning Willem-Alexander.
De orde kan zowel samen als afzonderlijk van elkaar verleend worden.

## Geschiedenis
In 1858 stelde koning Willem III, groothertog van Luxemburg samen met Hertog Adolf van Nassau  de orde in voor de beide huizen van Nassau. De orde moet symbool staan voor de eenheid en verbondenheid van de beide Huizen Nassau.
Oorspronkelijk had de orde slechts een rang, maar nadat Hertog Adolf in 1866 na de Oostenrijks-Pruisische oorlog was afgezet en zijn gebied werd toegevoegd aan Pruisen, voegde Willem III in de loop der jaren meerdere rangen toe aan de orde. Zo werden er in 1873 drie rangen toegevoegd en in 1882 volgde er nog een; ook benoemde hij regelmatig Nederlanders met bijzondere verdiensten in de orde.
In 1890 overleed koning Willem III en liet geen zoon na, zodat Adolf Groothertog van Luxemburg het enige hoofd van de orde werd en de personele unie tussen Nederland en Luxemburg ontbonden werd. De onderscheiding viel in Nederland uit het decoratiestelsel en kon niet meer worden uitgereikt door het hoofd van de Ottoonse linie.  
Koningin Wilhelmina wilde de banden, de vriendschap en de verwantschap bevestigen en er kwam een nieuwe overeenkomst tussen de takken van Nassau. Zij tekende die op 20 juli 1905 als hoofd van de Ottoonse tak en groothertog Adolf op 27 augustus als hoofd van de Walramse tak. Zo werd de orde hersteld tot een gezamenlijke orde met één rang (Ridder-Grootkruis), waarbij de oorspronkelijke statuten uit 1858 weer gebruikt werden.
Oorspronkelijk kregen de prinsen, zonen en broers van beide hoofden vanaf hun geboorte de graad van ridder; vanaf hun meerderjarigheid mochten zij de decoratie dragen. Vanaf 1984 gold dat ook voor de prinsessen (dochters, vrouwelijke lijn) van beide hoofden, door een vernieuwde overeenkomst die koningin Beatrix in dat jaar sloot met groothertog Jean van Luxemburg.
De onderscheiding kan worden verleend aan bevriende staatshoofden en prinsen/prinsessen, en verder aan mensen met de aanspreektitel Excellentie, waaronder staatshoofden, ministers, ministers van Staat en andere hoogwaardigheidsbekleders, mits zij een bijzondere internationale reputatie hebben.
De orde is één ridderorde en kent twee grootmeesters: de regerende staatshoofden van Luxemburg en Nederland. Zij mogen de orde zowel afzonderlijk als gezamenlijk verlenen en moeten elkaar op de hoogte stellen bij een afzonderlijke toekenning.
Koning Willem III verleende de onderscheiding meermalen, Koningin Wilhelmina slechts zeven maal, Koningin Juliana benoemde nooit iemand en Koningin Beatrix deed het maar drie keer. Nadat Beatrix koningin werd, werden haar zonen automatisch opgenoemen in de orde. Koning Willem-Alexander benoemde tot en met half juni 2025 één persoon in de orde, wel kregen zijn dochters Kroonprinses Amalia en Prinses Alexia bij hun achttiende levensjaar automatisch de titel Ridder-Grootkruis in de orde zoals afgesproken in de hernieuwde overeenkomst van 1984.

## Benoemingen
Dit is een willekeurig en incompleet overzicht van mensen die in deze orde opgenomen zijn.

### Benoemingen van 1858 tot 1890 (selectie)
- 1858: Grootkruis - Napoleon III, Keizer van Frankrijk, door Willem III en Adolf[14][15][16][17][18]
- 1858: Grootkruis - Alexander II, Keizer aller Russen, door Willem III en Adolf[19][20][21]
- 1858: Grootkruis - Frans Joseph, Keizer van Oostenrijk, door Willem III en Adolf[19][20]
- 1858: Frederik III van Pruisen, koning van Pruisen, door Willem III[22][23][24][25]
- Frederik Willem I, keurvorst van Hessen, door Willem III[26]
- 1859: Ridder - Willem Anne baron Schimmelpenninck van der Oye, minister van Staat, door Willem III[27][28][29]
- 1860: Ridder-Grootkruis -  Hans Willem aron van Pallandt, heer van Waardenburg en Neerijnen, door Willem III[30]
- 1860: Ridder-Grootkruis, Floris Adriaan van Hall, minister, door Willem III[31]

### Benoemingen vanaf 1890 tot heden (selectie)
- 1901: Ridder - Prins Hendrik, Prins-gemaal van Nederland, echtgenoot van koningin Wilhelmina, door Adolf[32][33]
- 1919: Ridder - C.J. Snijders, generaal en opperbevelhebber Land- en Zeemacht tijdens de Eerste Wereldoorlog, door Wilhelmina
- 1922: Ridder - Elisabeth in Beieren, Koningin der Belgen, door Charlotte van Luxemburg[34]
- 1951: Ridder- - Prins Bernhard, prins-gemaal, door Charlotte van Luxemburg[35][36]
- 1972: Koningin Elizabeth II, door Jean van Luxemburg[37]
- 1999: Ridder - Max van der Stoel, o.a. Minister van Staat, door Beatrix[38][39][40]
- 1999: Ridder - Nelson Mandela, president van Zuid-Afrika, door Beatrix en Groothertog Jean.[41][42]
- 2006: Ridder - Prof. mr. P.H. Kooijmans, o.a. minister van Buitenlandse Zaken, door Beatrix[42]
- 2018: Ridder - Máxima Zorreguieta, Prinses der Nederlanden, Prinses van Oranje-Nassau, door Henri van Luxemburg[43][44]
- 2025: Ridder - Rob Bauer, voormalig Commandant der Strijdkrachten, door koning Willem-Alexander[45]

## Versierselen

### De voor 1890 door koning Willem III uitgereikte versierselen

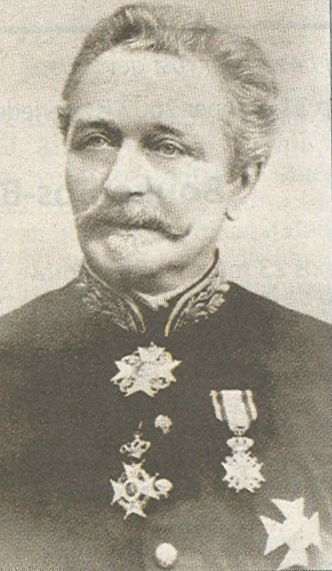
Johan Æmilius Abraham van Panhuys met commandeurskruis en plaque

- ridders droegen een klein kruis van de orde aan een lint van drie vingers breed op de linkerborst
- officieren droegen een klein kruis van de orde aan een lint van drie vingers breed waarop een rozet was aangebracht op de linkerborst
- commandeurs droegen het kruis van de orde aan een lint om de hals en een plaque in de vorm van een kruis met gebrillanteerde armen

### De huidige versierselen van de orde
De versierselen van de grootkruisen zijn sinds 1858 ongewijzigd en zijn in Nederland en Luxemburg gelijk. De ridders dragen een kruis van de orde aan een grootlint dat 10 centimeter breed is over de rechterschouder en de ster van de orde op hun linkerborst. Het kruis is een Maltezer kruis met een medaillon waarop de leeuw uit het wapen van het Huis Nassau is afgebeeld. De leeuw verschilt van de Nederlandse Leeuw omdat hij geen kroon, zwaard of pijlenbundel draagt. Tussen de armen van het kruis zijn vier gestileerde gouden letters "N" voor "Nassau" aangebracht. De ster is, afgezien van de leeuw, vrijwel gelijk aan die van de Orde van Oranje-Nassau.
Militaire Willems-Orde · Orde van de Nederlandse Leeuw · Orde van Oranje-Nassau · Huisorde van Oranje · Huisorde van de Gouden Leeuw van Nassau · Orde van de Gouden Ark · Ridderlijke Duitsche Orde, Balije van Utrecht · Johanniter Orde in Nederland
Zie ook: Ridderorden en onderscheidingen in Nederland